# Ядерная программа Ирана
Ядерная программа Ирана включает в себя несколько исследовательских объектов, два урановых рудника, исследовательский реактор и объекты по переработке урана, которые включают в себя три известных завода по обогащению урана. В то же время в адрес Ирана постоянно поступали и поступают обвинения в разработке ядерного оружия.
12 июня 2025 года МАГАТЭ приняло резолюцию о том, что Иран не выполняет свои обязательства в рамках режима нераспространения ядерного оружия. По состоянию на 2025 год МАГАТЭ насчитало в Иране 27 ядерных объектов, из них 7 — незадекларированные.
С 13 по 24 июня 2025 года Израиль и США нанесли ряд ракетно-бомбовых ударов по иранским ядерным объектам с целью предотвратить создание ядерного оружия.

## История

### Шахский период
Характер нынешней ядерной программы Ирана в существенной степени определяется ядерной программой, разработанной ещё при шахе. В первую очередь, это касается стратегии создания ядерной инфраструктуры, то есть соответствующих звеньев ядерного топливного цикла. Такая стратегия была ориентирована на достижение значительного уровня самообеспеченности, овладение «критичными» технологиями, что создавало научно-технические предпосылки появления в стране ядерного оружия. При этом главную роль играло широкое сотрудничество с западными странами, в первую очередь с США, ФРГ и Францией.
Отношения Ирана и США носят длительный и противоречивый характер. Найденные в начале XX века нефтяные залежи сделали Иран очень привлекательным для западных компаний.
В 1960-е годы иранский шах сделал попытку изменить сложившийся веками уклад жизни: в 1950-х — 1960-х годах шах Ирана Мохаммед Реза Пехлеви предпринял попытку так называемый «Белой революции» или, выражаясь современным языком, модернизацию; это была попытка вестернизировать страну, перевести её на западные рельсы. Таким образом, 5 марта 1957 года Иран подписал соглашение с США о сотрудничестве в мирном использовании атомной энергии в рамках программы Атом для мира. В 1957 году было создано Международное агентство по атомной энергии (МАГАТЭ), и Иран сразу же в следующем году стал членом МАГАТЭ.
В 1963 году Иран присоединился к Договору о запрещении испытаний ядерного оружия в атмосфере, в космическом пространстве и под водой, который подписали СССР, США и Великобритания в Москве 5 августа 1963 года. Договор о всеобъемлющем запрещении ядерных испытаний Ираном подписан, но не ратифицирован.
К важным результатам данного этапа также можно отнести создание ядерного центра при Тегеранском университете. В 1967 году в Тегеранском ядерном научно-исследовательском центре был введен в эксплуатацию американский исследовательский реактор мощностью 5 МВт, имеющий в качестве топлива более 5,5 кг высокообогащенного урана. В том же году США поставили в Центр граммовое количество плутония для исследовательских целей, а также «горячие камеры», способные ежегодно выделять до 600 г плутония. Таким образом, было положено начало созданию научно-технической базы для развития атомной энергетики в Иране. 1 июля 1968 года Иран подписал Договор о нераспространении ядерного оружия (ДНЯО), который предусматривает использование атомной энергии только в мирных целях и ратифицировал его в 1970 году.
В 1974 году шахом Ирана был обнародован план развития атомной энергетики, тем самым была поставлена задача в течение двадцати лет построить 23 атомных реактора общей мощностью 23 ГВт, а также создания замкнутого ядерного топливного цикла (ЯТЦ).

Для реализации программы была создана Организация по атомной энергии Ирана. Основными функциями ОАЭИ были определены:
- использование ядерной энергии для удовлетворения энергетических потребностей страны;
- приобретение технологий необходимых для самостоятельного строительства атомных реакторов;
- приобретение технологий необходимых для создания замкнутого ядерного топливного цикла;
- использование «ядерных» технологий в промышленных, сельскохозяйственных и медицинских целях;
- защита людей и окружающей среды от воздействия радиации.— Официальный сайт организации по атомной энергии Ирана

В 1974 году ОАЭИ за 1 млрд долларов США приобрела десятипроцентный пакет акций газодиффузионного завода по обогащению урана, строившегося в Трикастене (Франция), у международного консорциума «Eurodif», совладельцами которого являлись испанская компания ENUSA, бельгийская «Synatom», итальянская ENEA. При этом Тегеран получил право выкупать продукцию завода и иметь полный доступ к обогатительной технологии, разрабатываемой консорциумом. Для подготовки иранских ученых и инженеров, которым предстояло эксплуатировать АЭС в 1974 г. в Исфахане совместно с французскими специалистами было начато строительство второго в стране центра ядерных технологий и исследований. К 1980 году планировалось разместить в нём исследовательский реактор и установку по переработке ОЯТ французского производства.

### 1979—2000
В 1979 году шах Пехлеви был свергнут, в стране произошла Исламская революция. Из-за обострения отношений с западными странами учёные-ядерщики из Германии покинули Иран. А во время ирано-иракской войны строящаяся станция в Бушере стала объектом бомбардировок. После смерти в 1989 году аятоллы Хомейни, который был сторонником изоляции от Запада, иранские власти решили возобновить ядерный проект.
Иран начал искать зарубежных партнёров, способных оказать помощь в этом проекте. США, находившиеся в жёстком конфликте с Ираном, старались препятствовать такому партнёрству и оказывали давление на страны, которые вели переговоры с Ираном. Так, от сотрудничества отказались Испания, Аргентина, Китай, Бразилия, Индия и Пакистан. При этом Пакистан по неофициальным данным поставил Ирану оборудование для завода по производству центрифуг по обогащению урана в Нетанзе.
В 1992 году было заключено два соглашения между Россией и Ираном: о строительстве АЭС в Бушере и о сотрудничестве в области использования атомной энергии. Договор о строительстве реактора был подписан в 1995 году. Востоковед Владимир Месамед утверждает, что в России знали о том, что настоящей целью властей Ирана является получение ядерного оружия, а электростанция лишь прикрытие этих планов и об этом не раз писали российские СМИ. Это не помешало сотрудничеству по строительству ядерных объектов, в официальных заявлениях подчёркивалось, что Иран «использует атомную энергетику исключительно в мирных целях». На Западе полагали, что реактор в Бушере может использоваться для получения оружейного плутония, а Иран получит опыт работы с ядерными материалами, что будет способствовать развитию военной программы..
Стоимость первого энергоблока мощностью 1000 МВт составила около полутора миллиардов долларов. Поставщиком реакторов по проекту стала компания «Объединённые машиностроительные заводы», оборудования машинных залов — «Силовые машины». «Атомстройэкспорт» планирует завершить монтаж оборудования на АЭС в начале 2007 года. Поставка тепловыделяющих элементов на АЭС из России состоится не ранее осени 2006 года. Топливо для Бушера уже произведено и хранится на Новосибирском заводе химконцентратов
«Атомстройэкспорт» также готов принять участие в строительстве второй АЭС в Иране — в юго-западной провинции Хузестан.
1998 — начинается строительство Бушерской АЭС.
2000 — за несколько дней до президентских выборов в США Москва официально уведомила американскую администрацию об отказе с 1 декабря 2000 года от данных в 1995 году обязательств не поставлять в Иран обычные вооружения.

### 2001—2005
2001 — после визита в Москву президента Хатами Россия возобновила поставки Ирану продукции военно-технического назначения.
В 2003 году США обвиняют Иран в том, что он тайно ведёт работы по созданию ядерного оружия (ещё в 2002 г. президент США Джордж Буш причислил Иран к странам «оси зла», которые финансируют террористов и стремятся завладеть ядерным оружием); США пытаются добиться международной изоляции Ирана, чтобы не допустить создания этой страной ядерной бомбы. Однако усилия США наталкиваются на противодействие со стороны Франции, Германии и Великобритании, а также России, связанной с Ираном контрактами на поставку военной техники и строительство АЭС в Бушере.
В конце 2003 года главы МИД Франции, Германии и Великобритании убеждают Иран согласиться на подписание дополнительного протокола к Договору о нераспространении ядерного оружия, который позволяет инспекторам МАГАТЭ проверять любой иранский объект.
Этот документ, однако, так и не был ратифицирован иранским парламентом, а потому Иран зачастую игнорирует требования инспекторов МАГАТЭ о проверках.
Инспекторам МАГАТЭ всё же удаётся обнаружить в Иране центрифуги для обогащения урана.
В июне 2003 года Израиль, озабоченный ядерной программой Ирана, подписывает контракт на 319 млн долларов о покупке 5 тысяч управляемых бомб производства США, из них 500 — GBU-28 (2270-кг бомба с лазерным наведением, предназначенная для уничтожения объектов, расположенных глубоко под землёй). В своё время Израиль провёл успешный авиаудар по иракскому ядерному центру.
В феврале 2004 года начались поставки Израилю 102 истребителей-бомбардировщиков F-16I, оборудованных специальными дополнительными топливными баками, которые позволяют самолётам долететь до Ирана и вернуться обратно.
- Летом 2004 года инспекторы МАГАТЭ получили доступ к территории, на которой находилось снесённое здание Лавизан-Шиян. По результатам анализа взятых на объекте проб грунта и воздуха был сделан вывод о том, что на объекте не велась какая-либо работа с делящимися материалами. В Лавизане существовал исследовательский центр вооружённых сил Ирана. По заявлению иранских властей, в задачу центра входила разработка комплекса мер, необходимых для борьбы с последствиями аварий на ядерно-опасных объектах и ядерных ударов потенциальных противников по иранской территории.

Этот центр был демонтирован по решению суда (в результате иска муниципальных властей Тегерана, претендовавших на занимаемый центром земельный участок). Вашингтон, получив спутниковые фотографии снесённого здания, заявил, что в Лавизане велась тайная деятельность по созданию ядерного оружия. Комиссия МАГАТЭ также отметила, что отдельные виды оборудования (например, спектрометры для определения излучения поражённого человека), были поставлены американскими компаниями. Однако США продолжали настаивать на досмотре демонтированного с объекта оборудования.
- Август — посол Ирана в Москве заявляет, что Иран согласен возвращать в Россию отработанное ядерное топливо (ОЯТ) с АЭС в Бушере и вскоре подпишет соглашение на этот счет. Ранее Федеральное агентство по атомной энергии РФ заявляло, что поставка ядерного топлива для первого энергоблока АЭС «Бушер» будет осуществлена сразу после подписания протокола о возврате ОЯТ в Россию.
- Сентябрь — США согласуют с Великобританией, Францией и Германией текст резолюции МАГАТЭ, требующей от Ирана рассекретить все его ядерные программы. Европейские страны заявляют о намерении резко ужесточить давление на Иран в этой связи. Британский МИД призывает Иран немедленно прервать все работы по обогащению урана. Великобритания, Франция и Германия заявляют, что Иран проводил тайные работы по производству ядерного оружия в течение 12 лет, но подробности этой деятельности стали известны лишь 18 месяцев назад.
- 14 сентября — власти Ирана отказываются взять на себя обязательства по бессрочной остановке программы обогащения урана и производства центрифуг. Это заявление совпадает с требованием США к МАГАТЭ до 31 октября 2004 года представить доклад по результатам проверки ядерной программы Ирана, в котором должны быть полные данные об имеющихся у Ирана ядерных материалах и сведения о поставщиках с чёрного рынка. Предъявляя такое требование, США на самом деле пытаются добиться своей главной цели — заставить МАГАТЭ передать вопрос о ядерной программе Ирана на рассмотрение Совета Безопасности ООН.
- 16 сентября — Институт науки и международной безопасности (США) публикует спутниковые фотоснимки, на которых, по мнению экспертов, запечатлён секретный иранский полигон для разработки ядерного оружия в 30 км к юго-востоку от Тегерана, в местечке Парчин. Одновременно в администрации США говорят о возможном нанесении превентивных ударов по иранской территории.
- 18 сентября — МАГАТЭ принимает резолюцию, в которой от Ирана требуется в срок до 25 ноября приостановить все работы, связанные с обогащением урана, и открыть свои объекты международным инспекторам. Столь жёсткую резолюцию иранские власти считают оскорбительной и заявляют, что Иран не примет никаких ультимативных требований, связанных с прекращением обогащения урана.
- 21 сентября — Иран сообщает о начале широкомасштабной переработки урановой руды — первого этапа обогащения урана. Пробная переработка примерно 37 тонн руды прошла успешно. В дальнейшем переработанная руда будет обогащаться в специальных центрифугах. По мнению западных экспертов, полученного в результате этого процесса обогащённого урана будет достаточно для производства пяти атомных бомб. Одновременно президент Ирана Мохаммад Хатами заявляет, что Тегеран не стремится создавать ядерное оружие, «так как это будет противоречить нашей религии и культуре».
- На военном параде в Тегеране демонстрируются новые иранские ракеты «Шехаб-3» с радиусом действия от 1300 до 1700 км, созданные на основе северокорейских ракет «Нодон-1».
- 15 ноября — Иран соглашается приостановить работы по обогащению урана с 22 ноября. При этом представители Евросоюза обещают поставлять Ирану ядерное топливо и атомные технологии, а также поставить ему легководный реактор.

29 января 2005 года директор МАГАТЭ М. Эль-Барадеи заявляет о существенном прогрессе в процессе достижения компромисса по ядерной программе Ирана
31 января — в ходе «европейского турне» госсекретарь США К. Райс сообщает о готовности США поддержать Евротройку на переговорах с Ираном.
22 февраля — аналогичное заявление делает на пресс-конференции в Брюсселе президент США Дж. Буш.
27 февраля — Россия и Иран подписывают протокол об обязательном возвращении атомного топлива с Бушерской АЭС в Россию.
11 марта — госсекретарь США К. Райс подчеркивает, что в обмен на свертывание ядерной программы Вашингтон предлагает Ирану разрешить закупки американских авиационных двигателей и авиационного электронного оборудования и поддержать вступление Тегерана во Всемирную торговую организацию.
28 апреля — в ходе визита в Иерусалим В. Путин официально заявил, что Россия выступает за отказ иранской стороны от создания технологий полного ядерного цикла и постановку под контроль МАГАТЭ ядерных объектов Ирана. Возникла перспектива компромисса между США и Россией по вопросу о ядерной программе Ирана.
26 июня — президентом Ирана избран М. Ахмадинежад. Позиция Ирана на переговорах со странами ЕС и США ужесточается.
2 августа — министры иностранных дел Великобритании, ФРГ и Франции предъявили Ирану ноту, в которой указывалось, что возобновление работ по переработке урана будет означать конец переговоров по иранской ядерной программе.
8 августа — Иран не принимает предложений «евротройки». Тегеран снимает пломбы с ядерного центра в Исфахане и возобновляет работы по конверсии урана.
9 — 10 августа — на экстренном совещании в Вене МАГАТЭ сообщает о нарушении Ираном условий Парижских соглашений 2004 г.
15 августа Иран отказался от выполнения резолюции МАГАТЭ, требующей прекращения всех работ в области обогащения урана.
24 сентября — Совет управляющих МАГАТЭ принимает резолюцию о возможности передачи иранского досье в Совет Безопасности ООН.
3 ноября — Россия предлагает Ирану создать совместное предприятие по обогащению урана на российской территории. Иран заявляет о своей заинтересованности в этом предложении, но однозначного ответа не дает.
20 ноября — иранский парламент принял резолюцию, согласно которой Тегеран возобновит ядерные исследования в случае передачи его досье в Совет Безопасности ООН.
декабрь 2005 — в СМИ появляются сведения о возможности проведения Израилем самостоятельной военной операции против ядерных объектов Ирана.
В интервью «РГ» от 20 декабря директор СВР России С. Н. Лебедев констатировал отсутствие на тот момент в его ведомстве «сведений о том, что Иран занимается разработкой ядерного оружия».

### 2006

#### Январь
ООН возражает против того, чтобы Иран обогащал уран на своей территории, заявляя, что в этом случае Тегеран непременно приступит к созданию ядерного оружия. Иран, в свою очередь, подчёркивает своё право на развитие мирной ядерной программы. Москва пытается действовать в качестве посредника — ещё осенью 2005 года Россия предложила Тегерану перенести процесс обогащения урана на российскую территорию и осуществлять его силами совместного предприятия.
Тегеран длительное время не рассматривает российское предложение. Москва просит Иран проявлять сдержанность и сотрудничать с ООН. В начале января 2006 года — 7-8 января в ходе визита в Тегеран российской делегации во главе с заместителем секретаря Совета безопасности РФ Валентином Соболевым проходит первый раунд переговоров, однако стороны только договариваются продолжить консультации.
Через две недели Тегеран вновь провляет интерес к российскому предложению. Переговоры продолжаются ещё примерно месяц. Российская сторона, включая президента Путина и главу Росатома Сергея Кириенко, делает заявление — однако, Иран выдвигает условия, которые Запад считает неприемлемыми. В том числе, для России — ограничение работы совместного предприятия двумя годами, после чего обогащение с российской территории должно быть перенесено на иранскую; допуск иранских специалистов на российские объекты; подтверждение права Ирана на дальнейшее проведение собственных исследовательских работ в ядерной области.
Тем временем в начале января Иран уведомляет МАГАТЭ о том, что возобновляет свои ядерные исследования. 10 января власти Ирана в присутствии представителей МАГАТЭ снимают пломбы с ядерных исследовательских центров страны в Натанзе, Парсе и Фараянде.
18 января Россию посещает делегация израильских силовых органов, в которую входят глава совета национальной безопасности Израиля Гийора Айленд и гендиректор комиссии по атомной энергии Гидеон Франк. Делегация, встретившаяся с представителями МИД РФ, Совбеза и Росатома, потребовала от России присоединиться к широкомасштабным экономическим санкциям Запада против Ирана, но получила отказ.
29 января Иран удовлетворяет запрос группы инспекторов под руководством заместителя генерального директора МАГАТЭ Олли Хейнонена на доступ к оборудованию, ранее использовавшемуся на демонтированном военном объекте «Лавизан-Шиян». Однако Хейнонен сообщает после завершения инспекции, что инспекторам «не удалось прояснить ряд вопросов, связанных с прошлой ядерной деятельностью Ирана, а также возникли новые вопросы относительно мирного характера его ядерной деятельности». В частности, из его слов следует, что ещё в ноябре 2005 года в руки экспертов МАГАТЭ попали иранские документы, в которых описывался процесс переработки гексафторида урана в металлический уран и изготовления из него полусфер, которые, согласно его словам, применяются лишь в ядерных боезарядах, но не в мирной энергетике.
30 января проходят переговоры «евротройки» (Великобритания, Германия, Франция) с заместителем секретаря Высшего Совета национальной безопасности Исламской Республики Джавадом Ваиди по иранской ядерной программе, которые, однако, не приносят результатов. Тегеран вновь заявляет, что готов продолжать диалог, но исследования по развитию в мирной ядерной сфере не является приемлемым . Через несколько часов после этого встретившиеся в Лондоне Россия, Евросоюз, США и Китай приходят к согласию о передаче ядерного досье Ирана в Совет Безопасности ООН. Однако, Москва и Пекин добиваются ещё одной отсрочки — пока СБ ООН будет лишь «проинформирован» об иранской ядерной программе, но никаких санкций против Ирана не будет вводить по крайней мере до марта.

#### Февраль
Администрации США, которая вот уже несколько лет последовательно добивается ужесточения политики мирового сообщества по отношению к Ирану, к концу января удаётся убедить всех постоянных членов Совета Безопасности ООН, в том числе Россию и Китай, что пришло время передать иранский вопрос в ведение СБ. Несмотря на некоторые вынужденные отсрочки, процесс движется в нужном для Вашингтона направлении.
1 февраля президент Ирана Махмуд Ахмадинежад в ходе поездки по провинции Бушер заявляет: «Народ Ирана продолжит и дальше двигаться по пути полного освоения мирной ядерной энергии и будет решительно отстаивать свои законные права в ядерной сфере… Запад думает, что столкнулся с нецивилизованными людьми второго сорта. Мы же намерены с помощью наших учёных построить по всему Ирану атомные электростанции общей мощностью 20 тысяч мегаватт… Язык европейцев и Запада — отголосок Средних веков. Они живут в своих колониальных мечтах. Но наш народ не отступит перед этими деспотическими государствами, которые думают, что они могут принимать решения за весь мир».
2 февраля иранское посольство в Москве распространяет заявление МИД Ирана, о том, что в случае внесения иранского вопроса на рассмотрение СБ ООН Иран будет вынужден ограничить визиты МАГАТЭ. Это заявление, однако, уже неспособно повлиять на ситуацию.
4 февраля Совет управляющих МАГАТЭ 27 голосами «за» (трое — «против», пять — «воздержались») принимает решение информировать Совет Безопасности ООН о неотложных шагах, которые необходимо сделать Ирану, чтобы снять опасения относительно военного характера своей ядерной программы. На это глава иранской делегации в МАГАТЭ Джавад Ваиди заявляет, что Иран ограничит международные инспекции на своих ядерных объектах и продолжит развивать программу по обогащению урана. В тот же день президент Ирана Махмуд Ахмадинежад выдвигает предложение «о приостановке выполнения дополнительного протокола к Договору о нераспространении ядерного оружия и других видов сотрудничества, выходящих за его рамки, и начать всю исследовательскую и промышленную деятельность в целях использования мирных ядерных технологий для производства энергии».
6 февраля глава республиканского большинства в Сенате США Билл Фрист (Bill Frist) — давний близкий друг президента Буша — заявляет, что в случае необходимости конгресс обязательно поддержит применение военной силы против Ирана. Не менее влиятельный сенатор-республиканец Джон Маккейн соглашается с ним, заявляя, что война с Ираном лучше, чем Иран, обладающий ядерным оружием.
Незадолго до этого министр обороны США Дональд Рамсфельд называет иранский режим «главным спонсором международного терроризма в мире», а госсекретарь Кондолиза Райс заявляет, что «мир не будет стоять и смотреть, как настойчиво Иран идёт по пути обретения ядерного оружия».
В антииранскую пропагандистскую кампанию включаются власти Ирака — они сообщают, что иракский террорист Абу Мусаб аз-Заркави скрывается именно в Иране, вблизи ирано-иракской границы.
Европейские поставщики разорвали все контракты с Тегераном.
7 февраля в Совет Безопасности ООН поступают из МАГАТЭ документы о ядерной программе Ирана.
11 февраля президент Ирана Махмуд Ахмади-Нежад заявляет, что Тегеран никогда не откажется от своего права на развитие мирного атома, а в случае дальнейших несправедливых и необоснованных мер против Ирана, будет вынужден поставить вопрос о приостановлении участия Ирана в Договоре о нераспространении ядерного оружия.
Тегеран направляет в штаб-квартиру МАГАТЭ в Вене дипноту о снятии со своих ядерных объектов пломб агентства (которыми опечатаны эти объекты) и видеокамеры наблюдения. 12 февраля представители МАГАТЭ снимают пломбы и демонтируют большую часть видеокамер слежения на ядерных объектах Ирана.
В тот же день в некоторых СМИ появляются публикации, в которых говорится о начавшейся в США подготовке военной операции против Ирана. По информации британской газеты Sunday Telegraph, которая ссылается на высокопоставленный источник в Пентагоне, ВС США пока не рассматривают вариант сухопутного вторжения в Исламскую Республику — речь идёт лишь о ракетно-бомбовом ударе по ядерным и военным объектам Ирана, для которого предполагается задействовать стратегические бомбардировщики B-52 и использовать высокоточное оружие — в первую очередь, сверхмощные бомбы для уничтожения ядерных объектов, укрытых глубоко в скальных породах. Курирует подготовку к операции лично министр обороны США Дональд Рамсфельд.
16 февраля МИД Франции Филипп Дуст-Блази впервые обвинил Иран в развитии «секретной военной ядерной программы». По мнению наблюдателей, беспрецедентно жёсткое заявление отражает растущее раздражение стран Евросоюза по поводу неуступчивости Ирана.
26 февраля вице-президент Ирана Гулям-Реза Агазаде заявляет об успешном завершении переговоров с главой «Росатома» Сергеем Кириенко по вопросу создания СП между Россией и Ираном для обогащения урана и о том, что в скором времени в Москве начнутся двусторонние технические консультации. Кириенко, со своей стороны, сообщает, что Россия поставит в срок ядерное топливо для обеспечения пуска атомной электростанции в Бушере, на строительстве которой работают свыше трёх с половиной тысяч специалистов из России.
26 февраля 2006 года представитель МАГАТЭ встретился с иранскими властями, чтобы обсудить проект «Зелёная соль». Иран утверждал, что обвинения «основаны на фальшивых и сфабрикованных документах, поэтому они необоснованны» и что ни такого проекта, ни таких исследований не существует и не существовало.

#### Март
В марте Россия предпринимает меры для урегулирования ситуации вокруг Ирана. Иранская делегация заявляет 1 марта в Москве, что возвращение в режим моратория на обогащение урана для мирной ядерной энергии невозможно, а затем направляется в Вену, где проводит переговоры с «евротройкой» (Великобритания, Германия и Франция). 3 марта «евротройка» отвергает предложения Тегерана — «выборочное прекращение» работ по обогащению урана — отказ от обогащения в промышленных объёмах сроком на два года, но продолжение работ по обогащению в лабораторных условиях.
4 марта иранская делегация во главе с секретарём Высшего совета национальной безопасности Ирана Али Лариджани возвращается в Москву и ведёт закрытые переговоры с главой Совета безопасности России Игорем Ивановым. 5 марта Иран заявляет, что «договорённость с Россией или „евротройкой“ может быть достигнута в ближайшие часы», а также вновь выражает свою позицию, что эта договорённость не будет иметь силу, если МАГАТЭ передаст иранское ядерное досье в Совет Безопасности ООН.
8 марта, заслушав доклад главы МАГАТЭ Мохамеда Эль-Барадея, МАГАТЭ принимает решение о выносе вопроса об иранской ядерной программе на рассмотрение Совета Безопасности ООН.
12 марта официальный представитель МИД Ирана Хамид Реза Асефи заявляет об окончательном отказе от российского предложения Москвы о создании на территории России совместного предприятия по обогащению урана для иранской ядерной промышленности.
Иранское заявление последовало за тем, как в СМИ было опубликовано мнение неназванного члена российской делегации на переговорах с Ираном: «Россия считает невозможным создание совместного с Ираном предприятия по обогащению урана, если иранская сторона не будет соблюдать требования МАГАТЭ». В заявлении также было отвергнуто предложение Ирана о создании СП по обогащению урана для иранских объектов на территории соседней Турции. Эта идея была выдвинута иранцами сразу же после того, как российский министр иностранных дел Сергей Лавров посетил Вашингтон с трёхдневным визитом (6-8 марта) — в ходе визита стороны дали понять, что нашли взаимопонимание по иранскому вопросу и намерены добиваться от Ирана соблюдения требований МАГАТЭ.
11 марта глава МВД Ирана Мустафа Пурмохаммади заявляет, что в случае, если СБ ООН проголосует за введение санкций, то в ответ на эти действия, Иран может рассмотреть использование нефти как политической меры сдерживания. 12 марта — глава МИД Ирана Манучер Моттаки заявляет, что Иран может вынужденно пересмотреть свою ядерную политику и ограничить свое участие в ДНЯО, если Ирану откажут в праве обогащать уран и производить атомное топливо в мирных целях.
13 марта глава МИД РФ Сергей Лавров заявляет, что российское руководство разочаровано тем, как Тегеран ведёт себя в ходе переговоров по ядерной проблеме, отказываясь «помогать тем, кто хочет найти мирные способы решения этой проблемы».
13 марта президент Ирана Махмуд Ахмадинежад вновь подтверждает, что Иран не отступит в вопросе о своей мирной ядерной программы: «Мы не приемлем угроз кучки стран, которые хотят вынудить нас отказаться от наших законных прав в сфере мирного атома».
16 марта советник президента США по национальной безопасности Стивен Хэдли, выступая в Институте мира в Вашингтоне, представляет новую «Стратегию национальной безопасности». Главной угрозой для США назван Иран.
В своем докладе авторы заявляют, что, помимо стремления к обладанию ядерным оружием, Иран также финансирует терроризм, «угрожает Израилю, пытается подорвать мир на Ближнем Востоке и демократию в Ираке». При этом приоритетным средством урегулирования иранского кризиса называется дипломатия, но также заявляется о угрозе применения военной силы.
16 марта комитет по международным делам конгресса США одобряет законопроект, ужесточающий экономические санкции в отношении правительств и компаний стран, действия которых могут помочь Ирану получить доступ к оружию массового уничтожения, увеличить объёмы обычных вооружений или содействовать в развитии энергетического сектора экономики Ирана. Ранее такие санкции были введены в отношении проектов стоимостью свыше $100 млн. Новым законопроектом предлагается снизить максимально возможный потолок до $20 млн в год. Действие санкций предполагается сделать избирательным, но в то же время в документе указывается на необходимость обратить особое внимание на сотрудничество между Ираном и Россией.
30 марта в Берлине проходит встреча глав МИД постоянных членов Совета Безопасности ООН (России, США, Франции, Великобритании, Китая) и Германии с целью найти пути решения иранской ядерной проблемы. Два члена «шестёрки» — Россия и Китай — выступают против введения каких-либо санкций против Ирана. Перед встречей в Берлине глава МИД РФ Сергей Лавров вновь заявляет, что урегулирование ядерной проблемы Ирана должно опираться на предложения МАГАТЭ и какое-либо силовое решение не может быть поддержано. США, Германия, Франция и Великобритания, со своей стороны, заявляют, что не исключают применения против Ирана жёстких санкций, если тот не будет выполнять выдвинутый Западом мораторий на обогащение урана.
Накануне берлинской встречи Совет Безопасности ООН подписывает совместное заявление, текст которого за три недели до этого был предложен Великобританией и Францией. За время обсуждения текст претерпел значительные изменения благодаря позиции России и Китая, добивавшихся максимального смягчения формулировок с целью не допустить выхода Ирана из МАГАТЭ. В конце концов Россия и Китай добились того, чтобы в совместном заявлении СБ ООН главная роль в решении иранского кризиса была отдана МАГАТЭ, а из текста были удалены все угрозы санкций против Тегерана. При этом в тексте сохранилось указание на то, что ответственность за поддержание мира всё же лежит на СБ ООН.
В принятом заявлении СБ требует от Ирана полной и длительной приостановки всей деятельности, связанной с обогащением урана, включая научно-исследовательские работы. Эта деятельность должна быть прекращена в месячный срок. Также выдвигается требование, что Тегеран должен более активно сотрудничать с МАГАТЭ, предоставляя агентству полный доступ к специалистам, местам и документам, связанным с ядерными разработками.
США, которые долгое время настаивали на идее включения в документ упоминания о международных санкциях в случае невыполнения Ираном предъявляемых к нему требований, пошли в конце концов на компромисс, приняв решение сменить метод давления на убеждение — попытаться создать альянс из стран, которые сами должны прийти к выводу о необходимости введения санкций против Тегерана.
28 марта на слушаниях в сенате госсекретарь США Кондолиза Райс заявляет: «Нам нужно мыслить более широкими категориями, нужно расширить существующую коалицию и обсуждать не только то, что Иран делает в ядерной сфере, но также то, что иранцы делают в плане поддержки терроризма» — вмешательство Ирана во внутренние дела Ирака, попытки дестабилизировать ситуацию в Ливане и Палестине.
Одновременно США оказывают давление на Россию, которая продолжает попытки выступать в качестве одного из главных союзников Тегерана. В частности, США намерены придать максимальную огласку сведениям министерства обороны США о том, что Россия во время вторжения американских сил в Ирак в 2003 году якобы передавала иракскому лидеру Саддаму Хусейну некие разведывательные данные.
После подписания заявления Совбеза представитель Ирана в ООН Али Асгар Солтане заявляет, что позиция Ирана о возобновлении обогащения урана, а также о продолжении научно-исследовательских работ в сфере развития мирного атома, не будет отменена. Иран вновь указывает, что его ядерная программа носит мирный характер. Глава иранского МИД Манучер Моттаки предложил создать «региональный консорциум», который бы занялся деятельностью под эгидой МАГАТЭ.

#### Сентябрь
14 сентября 2006 — Международное агентство по атомной энергии подвергло резкой критике доклад комитета американского конгресса по иранской ядерной программе, назвав его «лживым» и «вводящим в заблуждение».
Мировое общественное мнение не поддерживает жесткие меры, которые могут быть приняты против Ирана в связи с его ядерной программой.
Иран собирался построить две новые АЭС мощностью по 1000 МВт каждая. Сооружением АЭС «Бушер» в Иране занималось российское ЗАО «Атомстройэкспорт».

#### Декабрь
Директор СВР России С. Н. Лебедев в интервью газете «Комсомольская правда» сказал следующее: «Ответственно заявляю, что Иран ядерного оружия не имеет… У нас также нет убедительных свидетельств того, что иранцы разрабатывают военную ядерную программу».
23 декабря 2006 года — Совет Безопасности ООН единодушно одобрили резолюцию, предусматривающую введение санкций против Ирана, который заявляет о неприемлемости приостановки атомной программы, в частности, работы по обогащению урана в мирных целях. В соответствии с решением ООН всем странами мира запрещается поставлять Тегерану материалы, оборудование и технологии, которые могут внести свой вклад в разработку ядерных и ракетных программ развития Ирана. Министерство иностранных дел Ирана заявило, что резолюция Совета Безопасности ООН, налагающая санкции против Ирана за то, что последний будет вести дальнейшее обогащение урана и продолжать работы по развитию своей мирной ядерной программой, «недействительна» и «незаконна».

### 2007
В течение 2007 года Иран продемонстрировал сразу несколько образцов вооружения собственной разработки: зенитная и противокорабельная ракета, управляемая торпеда и сверхзвуковой истребитель. Самой дальнобойной ракетой иранской разработки, серийно производимой в настоящее время, является Шахаб-3, дальностью 1500 километров. Кроме того, в 2007 году Иран продемонстрировал ракеты «Гадр» и «Ашура», дальностью 1800 и 2000 километров соответственно.
В начале декабря 2007 года в США был опубликован доклад руководителя Национального совета по разведке Томаса Фингара, который утверждал, что Иран в 2003 году свернул свою военную ядерную программу. Этот доклад был скептически воспринят частью экспертного и политического сообщества как явная недооценка угрозы, исходящей от Ирана.

### 2008
В начале лета 2008 года, в преддверии своей поездки по Европе президент США Буш-младший сообщил, что обсудит с европейцами тему "опасности, которую представляет ядерная программа Ирана". Он пояснил, что "речь идет не о гражданской программе, а о той, целью которой является шантаж или уничтожение". "Свободный мир должен продолжать направлять иранцам ясные сигналы о том, что программа по разработке ядерного оружия неприемлема", - заявил он.
Ситуация вокруг иранской ядерной программы в 2008 г. так и не получила своего полного разрешения. Иран вновь и вновь указывает на мирный характер развития своей программы, не отказываясь от своих обязанностей члена ДНЯО. Иран заявляет, что Израиль, обладающий ядерным оружием, не подписал договор о нераспространении и не несёт никаких обязанностей. С точки же зрения СБ ООН Иран, как член ДНЯО, должен предоставить более убедительные доказательства мирного характера своей ядерной программы, сделать её прозрачной.
В 2008 г. Иран продолжил работы по обогащению урана. По мнению Эль-Барадеи, не последнюю роль в этом сыграл подход прежней администрации США, в котором превалировала политика давления без намерения установить прямой диалог с Ираном.
В ответ Иран, продолжая политику переговоров, также не смягчал свою позицию. Но ситуация за 2008 г. изменилась. Иран достиг определённых успехов в реализации своей ядерной программы, было закончено строительство АЭС в Бушере. Наученный опытом прошлых лет, когда подписанные в шахский период с США и Германией договоры по атомной энергетике и обеспечению её топливом были нарушены, Иран счел вполне легитимным для себя наладить собственное производство для работы будущих АЭС.

### 2009
В начале года бывший посол США в ООН Джон Болтон заявил о поражении Вашингтона в препятствовании развитию иранской атомной энергетики — он признал, что Тегеран полностью освоил атомные технологии, по его словам, решить проблему могла бы только смена правящего режима в Иране, что уже не представляет реальной практической возможности.
В марте заместитель министра МИД РФ С. Рябков заявил, что Россия считает возможным через путь диалога с Ираном «восстановить доверие к исключительно мирному характеру иранской ядерной программы», он отметил, что Россия считает, что «каких-то признаков переключения этой программы на военные цели, о чём говорят многие, на данном этапе нет».

### 2010
В начале 2010 года глава МИД КНР Ян Цзечи решительно заявил, что Китай не поддерживает лоббируемые США санкции в отношении Ирана: «Разговор о санкциях сейчас лишь усложняет ситуацию и стоит на пути поиска дипломатического решения. Дверь для мирных переговоров должна быть открыта», — сказал он, выступая в Париже.
17 мая Иран заключил договор с Турцией об обмене низкообогащенного урана на высокообогащенный. В связи с этим США, Россия и Китай достигли соглашения относительно новой резолюции ООН, которая вводила бы новые санкции.
9 июня Совет Безопасности ООН 12-ю голосами «за» (в том числе Россия и Китай) одобрил новую резолюцию 1929, предусматривающую санкции в отношении Ирана. Против резолюции проголосовали Турция и Бразилия, воздержалась одна страна (Ливан). Согласно новым санкциям Ирану запрещено инвестировать в некоторые виды сфер экономики, например, в урановые рудники, также невозможна продажа Ирану восьми видов обычных вооружений. В пакете санкций размещено три дополнения с перечислением предприятий, частных лиц и иранских банков, которым будут заморожены активы за рубежом. Закреплены пункты о возможности досмотра иранских судов в нейтральных водах. Президент Ирана Махмуд Ахмадинежад прокомментировал введение новых санкций, назвав их «использованными салфетками», заявив о своем видении нового мира, «основанного на равенстве и высоких нравственных целях». «Сегодня нам противостоят страны, у которых мир построен по другим принципам. Это можно увидеть на примере Афганистана», — добавил Ахмадинежад.
29 ноября в Тегеране было совершено два покушения на двух иранских физиков-ядерщиков, в результате которых погиб профессор Маджид Шахриари. Иран обвинил в убийстве «сионистские» спецслужбы

### 2011
8 ноября Международное Агентство по атомной энергии (МАГАТЭ) опубликовало отчёт по поводу ядерной программы Ирана. МАГАТЭ выражает «серьёзную обеспокоенность» по поводу информации, которая, как отмечает агентство, «указывает» на то, что Иран осуществлял шаги, «имеющие отношение к разработке ядерного взрывного устройства», что там разрабатывается ядерное оружие, в том числе проводятся «испытания его компонентов». Часть атомной программы Ирана может быть в любой момент использована в военных целях.
Анализируя отчёт МАГАТЭ, Institute for Science and International Security отмечает, что на 1 ноября 2011 года в распоряжении Ирана имеется 4922 кг низкообогащенного гексафторида урана, в том числе 379 кг, произведённых с 14 августа 2011 года. Этого количества при обогащении до оружейного урана может хватить для создания четырёх единиц ядерных зарядов.

### 2012
Январь
Отношение ряда стран (США, Франция, Германия, Великобритания, Япония и Канада) с Ираном ухудшились. США, Франция, Великобритания и Япония угрожают новыми санкциями. В случае использования санкций Иран угрожает перекрыть Ормузский пролив. США и Франция угрожают войной против Ирана. Австралия и Япония заявляют о готовности на случай войны оказывать помощь на стороне США.
Февраль
Иран заявил об успешности иранской атомной программы развития. США на это никак не отреагировали, однако их союзники, такие как Франция, Германия, Италия, Великобритания, Канада и Япония потребовали ужесточить санкции против Ирана. Австралия и Южная Корея ужесточили санкции против Ирана. В конце месяца в Иран под давлениями США и Австрии отправлены эксперты МАГАТЭ по проверке на наличие разработки ядерного оружия, однако через три дня экспертов МАГАТЭ Иран выдворил из страны, что поставило под угрозу все дипломатические переговоры в будущем. В эти же дни Пакистан поддержал Иран, заявив что в случае войны окажет всестороннюю помощь Ирану.
13 февраля в Тбилиси (Грузия) и Банкгкоке (Таиланд) произошли покушения на израильских послов. Премьер-министр Израиля Беньямин Нетаньяху обвинил Иран в этих злодеяниях. Независимая экспертиза подтвердила обвинение, однако иранское правительство не собиралось признавать свою вину. Через некоторое время в этот скандал вмешались США, но и это ничуть не продвинуло переговоры вперёд.
Март
5 марта в США (Вашингтон) прошли переговоры о ядерной программе Ирана, на которой присутствовали МИД США, Израиля, а также представители Франции и Японии. Обсуждали возможный ракетный удар по Ирану до апреля по инициативе Израиля, так как Иран угрожает стабильности и безопасности Израиля, по мнению Беньямина Нетаньяху (премьер-министр Израиля). В свою очередь, США и Япония пытались успокоить Израиль. Но Израиль настаивал, что удар по Ирану начнётся в начале апреля (или в конце марта), если Иран или другие страны (в частности США, Япония, Евросоюз) не договорятся о прекращении разработки ядерного оружия в Иране.
21 марта с предостережением о катастрофичности последствий нападения США на Иран выступил в печати Фидель Кастро.
С 26 (27) марта по 29 Марта началась всемирная конференция по ядерной безопасности, инициатором и хозяйкой конференции стала Южная Корея. Конференция по ядерной безопасности в Сеуле (Южная Корея) начиналась с темы по ядерной программе Ирана, КНДР, а также по инициативе России выдвинут вопрос о ПРО США в Европе и Японии. Конференция не принесла значительных результатов по вопросу Иранской ядерной программы. Иран в Сеуле показал, что и дальше будет обогащать уран.
Апрель
2 апреля — Армения подозревает Израиль в том, что он, якобы, начал размещать ВВС и ракеты на территории Азербайджана близ границы с Ираном. 3 апреля Азербайджан заявил, что на его территории нет иностранных военных баз. Однако в спецслужбах Турции сообщили, что Израиль начал проявлять необычную активность в отношениях с Азербайджаном. А по мнению Финляндии, Азербайджан готовит удары по Армении, если Израиль ударит по Ирану. Кроме того, многие эксперты полагают, что эскалация конфликта и сценарий мировой войны уже готовятся. А тем временем, Грузия порвала все отношения с Россией, в частности о транзите ВВС через Армению. Иран также усиливает войска на границе с Азербайджаном.
С 10 по 20 апреля в ряде стран, в частности по инициативе Турции и Германии провели переговоры с «шестёркой» и Ираном.
15 апреля США, Франция и Япония подозревают Иран в подготовке ядерного взрыва на территории иранского союзника — КНДР. В апреле КНДР провела испытание межконтинентальной баллистической ракеты с помощью Ирана. Это вызвало всемирную напряжённость в отношениях многих стран.
Май
3 и 4 мая США, Южная Корея и Япония усилили давление на Иран и его ближайшего союзника КНДР. Ситуация стала напряжённой не только вокруг Ирана, но и вокруг Корейского полуострова. 6-9 мая Россия высказалась, что опасается войны в Иране и КНДР, и что не допускает иностранного военного вмешательства в суверенные страны, такие как Иран и КНДР, со стороны США. Владимир Путин отказался ехать на саммит G8, тем самым ясно дав понять, что Россия не поддерживает давление на Сирию, Иран и КНДР.
10 мая Венесуэла и Иран приступили к строительству ракеты дальнего радиуса действия на территории Венесуэлы, Ирана и КНДР.
Сентябрь
27 сентября в журнале Foreign Policy опубликована статья, рассматривающая три гипотетических сценария военной операции Израиля против Ирана: массированные бомбардировки иранских ядерных объектов силами израильских ВВС, рейд израильского спецназа в окрестности завода по обогащению урана в Фордо, а также «обезглавливающий удар» по иранскому руководству.
Ноябрь
В ноябре в Иране введён в эксплуатацию подземный комбинат «Фордо», способный производить до 43 кг обогащённого до уровня 20 % урана в месяц. Считается, что для создания одного ядерного заряда требуется 250 кг урана такого уровня обогащения.

### 2013
Январь
14 января группа американских ученых опубликовала отчёт, в котором подчёркивается, что к середине 2014 года у Ирана будет достаточно обогащённого урана для производства одной или нескольких ядерных бомб. В докладе отмечается, что США должны усилить режим санкций против Ирана, прежде чем точка невозврата будет достигнута.

### 2015—2020, «ядерная сделка»
15 июля 2015 года Иран и страны (США, Франция, Великобритания, Германия, Китай и Россия) достигли соглашения по иранской ядерной программе в обмен на отмену санкций против Ирана. По соглашению Иран должен допустить инспекторов МАГАТЭ на свои ядерные объекты, страны Запада, в свою очередь, будут пошагово снимать с Ирана санкции. Соглашение должно быть ратифицировано[уточнить] всеми сторонами и одобрено[уточнить] Советом Безопасности ООН.
Основные пункты соглашения:
- Большая часть иранского обогащённого урана будет вывезена за границу.
- Ни один из ядерных объектов в Иране не будет демонтирован.
- Завод по обогащению топлива Фордо станет научно-исследовательским центром ядерной физики без мощностей по обогащению урана.
- МАГАТЭ получит доступ ко всем ядерным объектам в стране сроком на 20 лет, что позволит организации следить за тем, чтобы иранская ядерная программа носила исключительно мирный характер.
- Санкции США, Евросоюза и Совбеза ООН будут сняты после заключения всеобъемлющего договора относительно ядерной программы Ирана, подписания которого запланировано на конец июня. Некоторые ограничительные меры со стороны P5+1 останутся в действии на некоторое время, но потом будут отменены.
- В параграфе 26 СВПД зафиксировано, что Иран будет рассматривать повторное введение санкций или введение новых санкций, связанных с ядерной сферой, «в качестве основания для прекращения выполнения своих обязательств полностью или частично». Этот же параграф предусматривает, что Евросоюз и США воздержатся от повторного или нового введения санкций против Ирана[41].

#### Похищение архива
В ночь с 31 января на 1 февраля 2018 года агенты «Моссада» в пригороде Тегерана похитили архив документов по ядерной программе Ирана объёмом более 100 тысяч документов и весом более 500 кг. Некоторые документы были опубликованы в сентябре 2018 года. Согласно опубликованным документам, создание иранского ядерного проекта началось в 1992—1993 годах. Цель проекта — создать пять боеголовок, ядерных зарядов мощностью 10 килотонн каждая и систему их доставки к цели — ракетный комплекс «Шахаб».

### 2021—2024
3 ноября 2021 года заместители глав МИД России и КНР провели телефонные переговоры, в ходе которых обсудили возобновление переговорного процесса по Иранской ядерной программе.
20 декабря 2022 года Белый дом заявил, что США сняли с повестки ядерную сделку с Ираном.
23 октября 2024 года на саммите БРИКС в Казани, в итоговой декларации стран было сделано заявление о том, что следует возобновить иранскую ядерную сделку всеми сторонами.

### Срыв сделки и атака Израиля

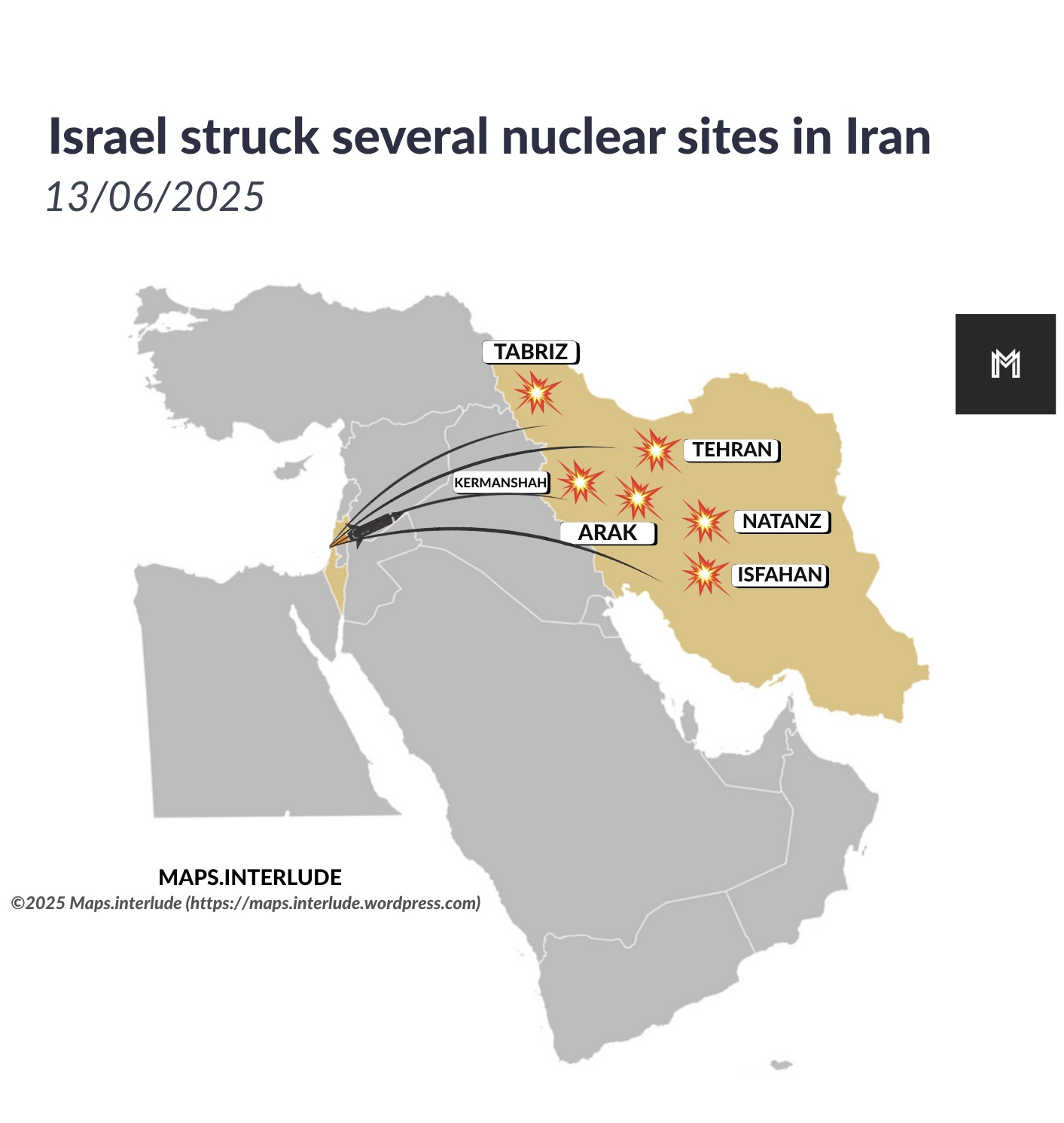
Атака израильскими ВВС ядерных объектов Ирана (13 июня 2025) Операция «Восходящий лев»

После избрания президентом США Дональда Трампа с начала 2025 года США в течение нескольких месяцев вели переговоры с Ираном о новой ядерной сделке. В марте 2025 года Трамп направил верховному лидеру Ирана Али Хаменеи письмо, в котором дал два месяца на заключение новой ядерной сделки. Договориться не удалось.
12 июня МАГАТЭ приняло резолюцию о том, что Иран не выполняет свои обязательства в рамках режима нераспространения ядерного оружия. По оценке МАГАТЭ, Иран располагает более чем 140 кг урана, обогащённого до чистоты 60 % (опасно близкой к оружейному уровню), и более 5000 кг урана, обогащённого до более низких уровней.
13 июня 2025 года ВВС Израиля начали крупномасштабную атаку на Иран, нацеленную на иранские ядерные объекты и военную инфраструктуру. В результате атаки погибли несколько высокопоставленных иранских военных, включая генералов Хоссейна Салами и Мохаммада Багери, а также учёные-ядерщики Ферейдун Аббаси-Давани и Мохаммад Мехди Тегеранчи.

### Атака США
22 июня 2025 года  Военно-воздушные силы и Военно-морские силы США атаковали несколько ядерных объектов в Иране. Среди них — завод по обогащению топлива в Фордоу, ядерный объект в Натанзе и неназванный объект в Исфахане. В ходе атаки были впервые использованы противобункерные авиабомбы GBU-57A/B MOP, доставленных стелс-бомбардировщиками Northrop B-2 Spirit, а также крылатые ракеты «Томагавк», запущенные с подводных лодок.

## Инфраструктура

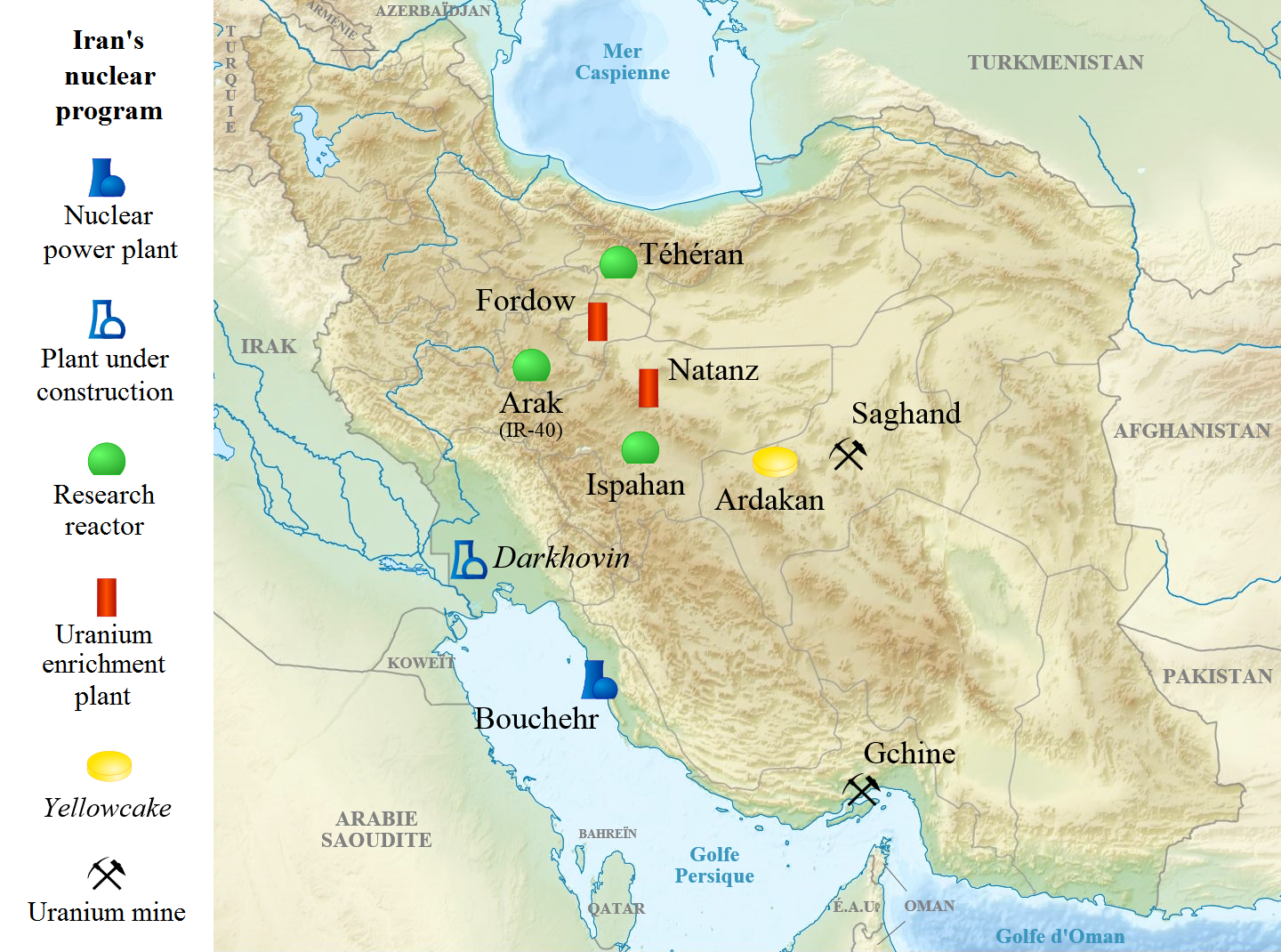
Основные объекты ядерной программы Ирана

По состоянию на 2025 год МАГАТЭ насчитало в Иране 27 ядерных объектов, из них 7 — незадекларированные.
В Иране хорошо укрепленная (и прикрытая средствами ПВО) россыпь по всей стране ядерных объектов, со значительным объёмом различного ядерного топлива — от медицинских радиоизотопов до низкообогащенного урана в хранилищах и центрифугах.
Неполный список заявленных ядерных объектов в Иране (согласно данным МАГАТЭ, фонда «Инициатива по сокращению ядерной угрозы» и других источников):
- Тегеранский исследовательский реактор (ТИР, TRR) — небольшой опытный реактор мощностью 5 Мвт;
- Исфахан, Uranium Conversion Facility (UCF);
- Нетенз, завод по обогащению топлива (FEP) — завод по производству низкообогащённого урана (LEU), 16 428 установленных центрифуг;
- Нетенз — исследовательский завод по обогащению топлива (PFEP) — завод по производству, исследованию и разработке низкообогащённого урана, 702(16500?) установленных центрифуги;.
- Кум — завод по обогащению топлива «Фордо» (FFEP), производит UF6, обогащённого до 20 % U-235, 2710 установленных центрифуг;
- Эрак — иранский ядерный опытный реактор (IR-40), завод по производству тяжёлой воды, 40 МВт реактор (на стадии строительства);
- Бушерская АЭС (BNPP)[55];
- Ардакан — завод ядерного топлива.